# Koufóvouno
Koufóvouno (en grec moderne : Κουφόβουνο) est un site archéologique grec du Néolithique et de l'Âge du bronze. Il est situé sur la rive du Parori, un affluent de l'Eurotas, à 2,5 km au sud-ouest de la ville moderne de Sparte, en Laconie, dans le Péloponnèse.

## Historique
La butte de Koufóvouno a été fouillée pour la première fois en 1941 par un archéologue allemand, Otto Wilhelm von Vacano. Il met alors au jour des vestiges d'habitations, des tombes et du mobilier datant d'une période allant du Néolithique ancien (VIe millénaire av. J.-C.) jusqu'à l'Helladique Ancien II (IIIe millénaire av. J.-C.). Koufóvouno apparaissait ainsi comme un site majeur pour l'histoire du Néolithique et de l'Âge du bronze dans le Péloponnèse. La Seconde Guerre mondiale met fin à cette campagne de fouilles.
En 1999, une campagne de prospection géophysique et un ramassage de surface sont organisées. Une nouvelle campagne de fouilles commence en 2001, effectuée par une équipe franco-britannique sous l'égide de la British School at Athens et de l'École française d'Athènes. Son but était d'établir une chronologie précise de l'occupation du site, par la stratigraphie et la datation par le carbone 14, ainsi que d'étudier précisément la transition du Néolithique à l'Âge du bronze.

## Le site
Le petit tell de Koufóvouno s’élève à 5 m au-dessus de la plaine alluviale et s’étend sur 4 à 5 hectares.

## Chronologie
L’occupation du site remonte au début du VIe millénaire av. J.-C. et se poursuit sans interruption au Néolithique Récent et jusqu’à l’Helladique Ancien II (HA II). Après un hiatus à L’Helladique Ancien III (HA III), le site est réoccupé à l’Helladique Moyen (HM). La zone habitée se concentre alors à la périphérie du site, la partie centrale étant réservée à un usage funéraire.
Koufóvouno a également été fréquenté à l’Helladique Récent ainsi qu’aux époques archaïque et classique. Enfin, une occupation d’époque romaine tardive a été révélée par des travaux de terrassements et par les vestiges d'une structure construite sur le versant occidental du tell.

## Néolithique
Au début du VIe millénaire av. J.-C., une communauté humaine s'installe sur le site. Elle bâtit des cabanes semi-enterrées, constituées de matériaux végétaux. Elle utilise une vaisselle en terre cuite de type Urfirnis (en allemand, « vernis primaire »), caractérisée par une argile de bonne qualité et un fini brillant et lustré. Caractéristique de la période dans ces régions, la céramique Urfirnis est également fabriquée, à la même époque, en Arcadie, en Argolide et dans la région de Corinthe.
Les habitants de Koufóvouno emploient la technique Urfirnis jusqu'au Néolithique récent. Pour cette période, on trouve également une céramique noire et grise polie, dont la technique a peut-être été apportée de l'extérieur. Apparait également une nouvelle technique de débitage et de taille de l'obsidienne et de roches siliceuses.

## Âge du bronze
À l'Helladique Ancien II (HA II), le site accueille des maisons bâties sur des fondations imperméables de pierres et de terres argileuses, particulièrement épaisses. Chose peu commune pour l'époque, les habitants du site enterrent leurs morts à l'intérieur de leur zone d'habitat, voire dans les fondations mêmes des bâtiments. La présence d'armatures de flèches permet de penser que les habitants du site chassent, alors que celle de couteaux en obsidienne ou en silex atteste qu'ils pratiquent l'agriculture. Par ailleurs, l'obsidienne provient de l'île de Milos, dans les Cyclades, révélant ainsi l'habitude de voyager parfois loin du village. D'autres objets montrent qu'ils se livrent au filage et au tissage, ainsi qu'à la vannerie.
La butte de Koufóvouno est provisoirement abandonnée à la fin de l'HA II : aucun vestige correspondant à l'HA III n'a été trouvé.
Le site est ensuite réoccupé à l'Helladique moyen. Les fouilles ont mis au jour dans la zone centrale du site 17 sépultures datées de cette période, qui s’ajoutent aux 10 découvertes précédemment.